# Gordon Cummins

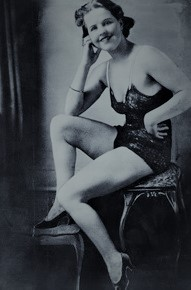
Evelyn Oatley – jedna z ofiar

Gordon Frederick Cummins (ur. 18 lutego 1914 w Yorku, zm. 25 czerwca 1942 w Londynie) – brytyjski seryjny morderca zwany Blackout Ripper. Zamordował w 1942 roku w Londynie cztery kobiety, a dwie inne usiłował zabić.
Cummins był szeregowym w Royal Air Force. W lutym 1942 roku zamordował cztery kobiety, a ich ciała brutalnie okaleczył, przez co jego zbrodnie były porównywane do zabójstw Kuby Rozpruwacza. Wszystkich zabójstw dokonywał mając na sobie mundur RAF-u. W czasie jednego z nieudanych napadów, dokonanego przy Piccadilly Circus, ofiara zerwała mu maskę przeciwgazową. Maska miała numer identyfikacyjny 525987. Gdy sprawdzono numer, okazało się, że maska należy do Cumminsa, którego niezwłocznie aresztowano. W czasie przeszukania jego domu znaleziono wiele przedmiotów należących do ofiar. Co więcej, odciski palców Cumminsa pasowały do tych, znalezionych na miejscach zbrodni.
27 kwietnia 1942 roku sąd w Londynie skazał Gordona Cumminsa na karę śmierci przez powieszenie. Wyrok wykonano 25 czerwca 1942 roku w więzieniu Wandsworth Prison.

## Ofiary Cumminsa
| Lp. | Ofiara          | Wiek | Data           |
| --- | --------------- | ---- | -------------- |
| 1.  | Evelyn Hamilton | 40   | 9 lutego 1942  |
| 2.  | Evelyn Oatley   | 35   | 10 lutego 1942 |
| 3.  | Margaret Lowe   | 43   | 11 lutego 1942 |
| 4.  | Doris Jouannet  | 32   | 12 lutego 1942 |